# FPC De Kijvelanden
FPC De Kijvelanden is een forensisch psychiatrisch centrum in Poortugaal, en onderdeel van Fivoor. Naast de FPC bestaat de Kijvelanden ook uit een forensisch psychiatrische kliniek, een forensisch psychiatrische afdeling en resocialisatiecentrum De Blink. 

## Wat is een FPC?
In het Forensisch Psychiatrisch Centrum (FPC) de Kijvelanden wordt iemand opgenomen die een strafrechtelijke maatregel tbs (terbeschikkingstelling) heeft gekregen. De rechter veroordeelt iemand tot tbs wanneer er naast sprake van een ernstig misdrijf na onderzoek ook een psychiatrische ziekte of stoornis aanwezig blijkt. Iemand kan dan geheel of gedeeltelijk toerekeningsvatbaar worden verklaard. Voor het deel dat iemand toerekeningsvatbaar wordt verklaard, kan de rechter eerst een gevangenisstraf opleggen. 

## Behandeling in de FPC de Kijvelanden
Tbs kan alleen worden opgelegd als de veiligheid van de samenleving gevaar loopt. Tbs is dus geen straf, maar een maatregel. Bij opname in de kliniek hebben onze patiënten hun eventuele straf al uitgezeten. Tbs-gestelden worden verpleegd en behandeld om uiteindelijk weer terug te kunnen keren in de maatschappij. Behandelen en beveiligen gaan hand in hand. Dat betekent dat wij onder een streng veiligheidsregime werken, maar ook dat wij de patiënten zoveel mogelijk willen motiveren om mee te werken aan de behandeling en daar zelf ook verantwoordelijkheid in te nemen. Dat is de beste weg naar het behalen van de behandeldoelen, het terugdringen van de kans op recidive en dus naar een veiliger samenleving.
Wanneer patiënten het FPC binnenkomen, zijn zij onvoldoende in staat de risico’s van hun eigen gedrag in te schatten. Het behandeltraject bestaat dan ook uit: (1) een goede diagnose, (2) een op de patiënt toegesneden behandeling en (3) en een dagprogramma dat de patiënt in staat stelt weer terug te keren in de samenleving. De mate waarin de patiënt terugkeert in de samenleving hangt af van de mate van beveiliging en begeleiding die de patiënt nodig heeft na zijn behandeltraject binnen het FPC. Dit traject duurt zo lang als nodig, maar zo kort als mogelijk. Een gemiddelde behandeling duurt acht jaar.

## Belgische samenwerking
Onder andere met samenwerking en expertise vanuit De kijvelanden is het forensisch psychiatrisch centrum te Gent tot stand gekomen. Dit naar Nederlands voorbeeld opgerichte centrum poogt een antwoord te zijn op de jarenlange kritiek van het Europees Hof voor de Rechten van de Mens op de Belgische omgang met geïnterneerden, het Belgische equivalent van terbeschikkingstelling.

## Incidenten
- 2017: op 3 februari 2017 steekt een tbs-patiënt een medewerker met een schaar. De medewerker overlijdt een paar dagen later.[1][2]